# Joyce Lussu
Joyce Lussu, geboren als Gioconda Beatrice Salvadori Paleotti, verheiratete Belluigi und Lussu (* 8. Mai 1912 in Florenz; † 4. November 1998 in Rom), war eine italienische Partisanin, Schriftstellerin, Übersetzerin und Dichterin, Trägerin der militärischen Tapferkeitsmedaille in Silber, Hauptmann in der Widerstandsbewegung Giustizia e Libertà, Schwester des Historikers und Antifaschisten Max Salvadori und zweite Frau des Politikers und Schriftstellers Emilio Lussu, mit dem sie einen Sohn, Giovanni, hatte.

## Leben
Gioconda Beatrice Salvadori Paleotti (im zweisprachigen Haushalt der Eltern „Joyce“ genannt) wurde als Tochter des Grafen Guglielmo Salvadori Paleotti („Willie“) und Giacinta Galletti de Cadilhac („Cynthia“) geboren. Der Vater war der Sohn des Grafen Giorgio Salvadori Paleotti di Fermo und seiner Cousine Adele Emiliani. Die Mutter Giacinta Galletti war die Tochter des römischen Garibaldi-Oberst Arturo Galletti de Cadilhac (1843–1912) und der Schriftstellerin Margaret Collier (1846–1929), einer englischen Adeligen.
Salvadori Paleottis Vater, ein Liberaler, der sich mit der angelsächsischen intellektuellen und politischen Welt bestens verstand, war 1906 von Porto San Giorgio nach Florenz gezogen, um am Istituto di Studi Superiori di Firenze (einem Vorgänger der Universität Florenz) zu lehren. Im Jahr 1921 kandidierte er erfolglos für ein politisches Amt. Am 24. Mai 1923 wurde Salvadori Paleottis Bruder, ein Student im fünften Studienjahr, zum ersten Mal von faschistischen Anhängern angegriffen. Im folgenden Jahr, am 1. April 1924, wurde der Vater vor dem faschistischen Hauptquartier von einem Trupp der faschistischen Kampforganisation (den Squadrismo) angegriffen, weil er mit einigen englischen Zeitschriften, dem New Statesman und der "Westminster Gazette, zusammenarbeitete, in denen seine regimekritischen Artikel erschienen. Nach dieser Episode beschloss Guglielmo Salvadori im März 1925, mit seiner Familie in die Schweiz zu ziehen, nach Begnins, dreißig Kilometer von Lausanne entfernt, wo er bis September 1934 blieb. Salvadori Paleotti verbrachte ihre Teenagerjahre in Internaten in kosmopolitischer Umgebung.
Sie war perfekt zweisprachig, denn ihre zweisprachigen Eltern brachten ihr von klein auf Englisch bei, und während ihres Aufenthalts in der Schweiz perfektionierte sie auch ihre Kenntnisse in Französisch und Deutsch. Wie ihre Geschwister „Max“ und „Gladys“ machte sie ihr Abitur in der Region Marken, zwischen Macerata und Fermo, mit privaten Prüfungen. Sie ging nach Heidelberg, um Vorlesungen des Philosophen Karl Jaspers zu besuchen und erlebte die Anfänge des Nationalsozialismus. Danach zog sie nach Frankreich und Portugal und schloss ihr Studium der Literatur an der Sorbonne in Paris und der Philologie in Lissabon ab.
Im Mai 1934 heiratete sie Aldo Belluigi, einen reichen faschistischen Großgrundbesitzer aus Tolentino, mit dem sie im darauf folgenden August nach Kenia zu ihrem Bruder Max ging, der einige Monate zuvor mit seiner Frau, der Engländerin Joyce Pawle, dorthin gezogen war. Die Ehe mit Belluigi hielt nur wenige Jahre. Im Oktober 1936 zog sie in das benachbarte Tansania, während Belluigi nach Tolentino zurückkehrte. Zwischen 1934 und 1938 bereiste sie verschiedene Teile Afrikas. Sie erlebte die Realitäten des Kolonialismus, ein Thema, das sie danach in mehreren ihrer Werke behandelte.
Ihre ersten bedeutenden poetischen Texte lassen sich in diese Zeit einordnen: Der Herausgeber ihrer Sammlung Liriche war 1939 Benedetto Croce, der die Vitalität und die Stärke der Landschaftsbeschreibungen und Szenen der sehr jungen Schriftstellerin schätzte.
Zusammen mit ihrem Bruder schloss sie sich der Widerstandsbewegung Giustizia e Libertà an und lernte 1938 Emilio Lussu kennen, den sie später heiratete. In der Bewegung erreichte sie den Rang eines Hauptmanns und wurde nach dem Krieg mit der Tapferkeitsmedaille in Silber ausgezeichnet. In Fronti e Frontiere aus dem Jahr 1946 schilderte sie ihre Erfahrungen aus dieser Zeit in autobiografischer Form.
Nach der Befreiung Italiens erlebte sie die Anfänge der Italienischen Republik mit der Partito d'Azione bis zu deren Auflösung im Jahr 1947 hautnah mit. Als Förderin der Unione Donne Italiane (UDI) war sie eine Zeit lang Mitglied der Sozialistischen Partei Italiens und gehörte 1948 der nationalen Führung der Partei an, bevor sie diese verließ. Später verlagerte sie ihr Engagement auf den Kampf gegen den Imperialismus.

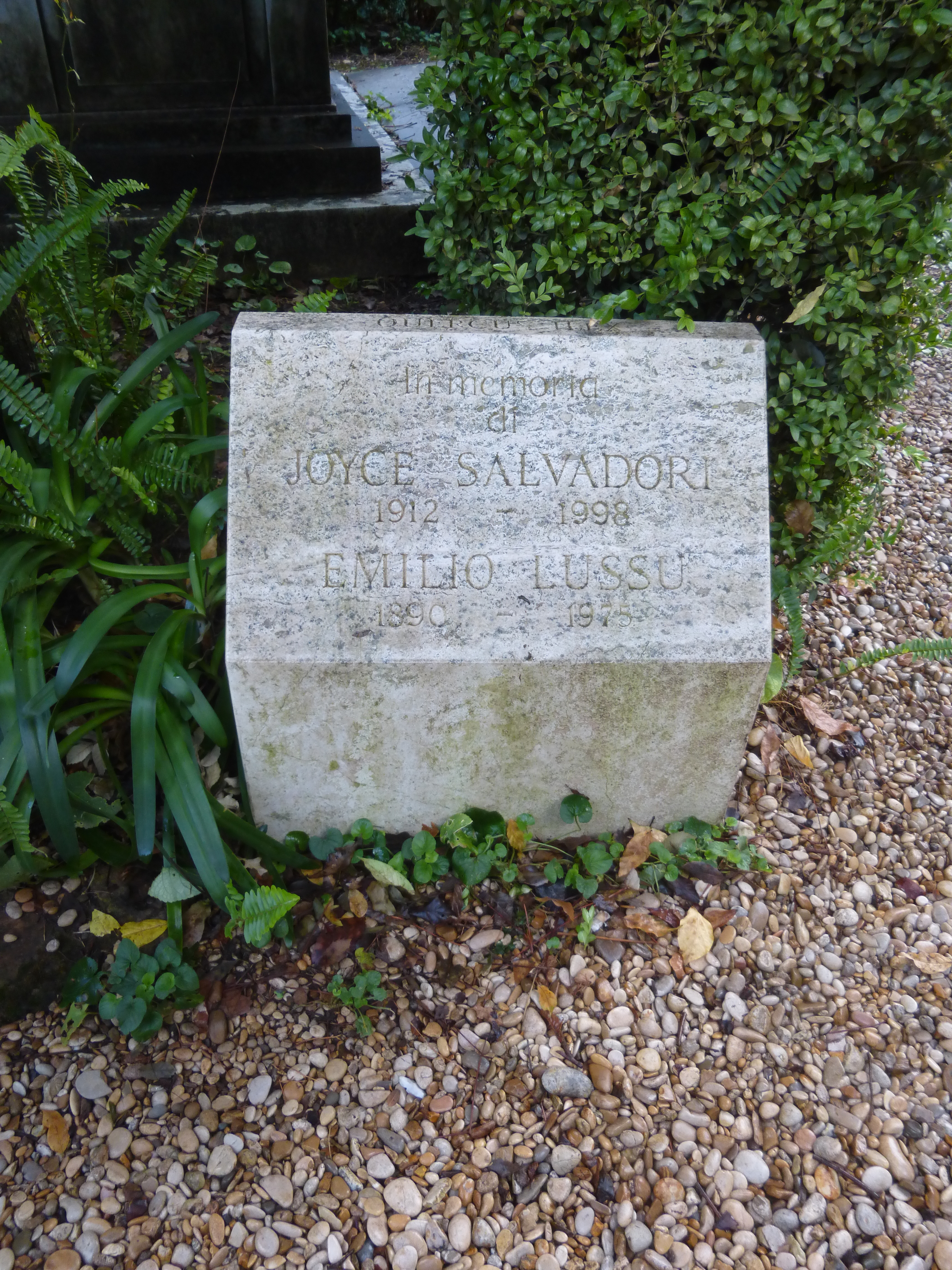
Grabstein, Protestantischer Friedhof, Rom.

Sie übersetzte Werke von lebenden Dichtern ins Italienische. Ein hervorragendes Beispiel dafür ist ihre Übersetzung der Gedichte des türkischen Dichters Nâzım Hikmet, die immer noch zu den meistgelesenen in Italien gehören.
In Stockholm lernte sie Nâzım Hikmet kennen. Lussu dichtete eine Übersetzung seiner Gedichte ins Italienische. Sie war der türkischen Sprache nicht mächtig und arbeitete daher mit Hikmet zusammen, in dem sich in einer gemeinsamen Sprache über das Gedicht austauschten. Lussu schrieb in Tradurre poesia, das es genüge, wenn der Dichter und seine Übersetzerin die gleiche Lebenseinstellung hätten. Die Übersetzungen, veröffentlicht in den Jahren 1961–65 (In quest'anno, La conga con Fidel, Poesie d'amore und Paesaggi umani) hatten in Italien enormen Erfolg und machten Lussu einem breiten Publikum bekannt. Einige Jahre später organisierte Lussu die Flucht von Hikmets Frau, die mit dem Sohn des Dichters in der Türkei eingesperrt war.
Lussu übersetzte weltweit Werke von lebenden Dichtern, oft aus Kulturkreisen mit einer stark mündlichen Überlieferung, um deren Geschichten vor den Folgen des Kolonialismus zu bewahren: Albaner, Kurden, Vietnamesen, Angolaner, Mosambikaner, allgemein Angehörige indigener Völker. Die scheinbar harmlose Poesie entpuppte sich als Waffe, die Lussu auch für politische Aktionen nutzte: Mit dem Argument der Übersetzungen gelang es ihr, die Erlaubnis zu erhalten, Gefangene zu besuchen, und sie versuchte, die Flucht einiger von ihnen zu organisieren. Lussu beteiligte sich an Aktionen zugunsten politisch Verfolgter, wie etwa für den Angolaner Agostinho Neto und den Türken Hikmet. Durch Hikmet wurde Lussu auf das Kurdenproblem aufmerksam, „ein Volk, das gezwungen ist, als Fremde im eigenen Land zu leben“, wie sie 1988 in Portrait schreibt. Sie reiste mittels eines vom irakischen Präsidenten, General Abd ar-Rahman Arif, erhaltenen Passierscheins nach Kurdistan und lernte die Menschen kennen, die dort lebten, sowie den Widerstand gegen das Baath-Regime, darunter Dschalal Talabani (später Präsident des Irak), die Peshmerga-Krieger und Mustafa Barzani.
Die Beschäftigung mit den mündlichen Überlieferungen führte sie auf die Suche nach den Ursprüngen einer archaischen Geschlechtergeschichte, einer „Wiege friedlicher Gemeinschaften“. Diese weibliche Wurzel erforschte sie in ihrer eigenen multikulturellen Familiengeschichte, in den Marken und in allen anderen Regionen, die sie besuchte. Dabei forderte sie eine Frauengeschichte und identifizierte das Patriarchat als das gemeinsame Merkmal, das die Frauen in die Mauern des Hauses und außerhalb der Machtstruktur verbannt hatte. Die Studien der Familiengenealogie stellten für sie die Voraussetzung für lokale und dann globale Studien dar; aus diesem Grund arbeitete Lussu an der Schaffung einer alternativen Geschichtsdidaktik: Sie mischte persönliche Erinnerungen, Forschungszitate, Archivvergleiche und Interviews mit älteren Menschen und erhielt ein innovative Form von „Geschichtsliteratur“.
Aus ihren Erfahrungen in der Dritten Welt gründete sie 1966 zusammen mit Mario Albano ARMAL, die Associazione per i rapporti con i movimenti africani di liberazione. in den 1970er Jahren engagierte sie sich für die Wiederentdeckung und Aufwertung der „anderen Geschichte“, d. h. der durch die Industrialisierung in die Krise geratenen lokalen Traditionen.
Einen wesentlichen Teil ihrer Tätigkeit widmete sie jungen Menschen; deshalb verbrachte sie viel Zeit in Schulen und mit Schülern aller Stufen.
Sie starb 1998 in Rom im Alter von 86 Jahren und ist auf dem Protestantischen Friedhof beerdigt.

## Nachleben

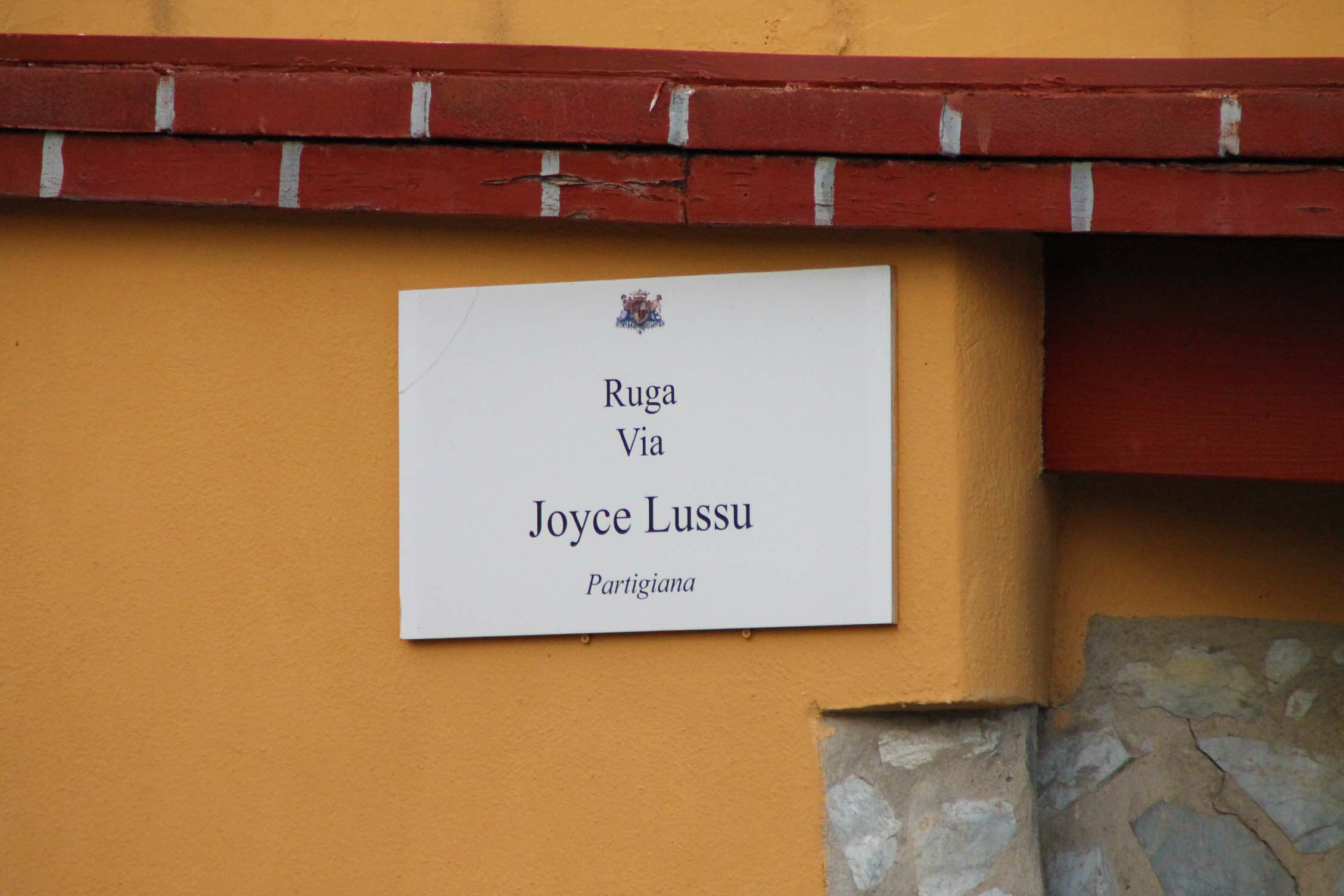
Via Joyce Lussu, Cagliari

In Sardinien haben die Städte Cagliari, Olbia, Olmedo und Muros Straßen nach ihr benannt. In Armungia gibt es ein nach Emilio und Joyce Lussu benanntes Museum, in dem ihr Leben dokumentiert wird. in der Provinz Sud Sardegna ist ein diverse Gemeinden umfassender Bibliotheksverbund nach ihr benannt. Auch die Stadtbibliothek von Tortolì trägt ihren Namen.
Die Zeitungsbibliothek der Biblioteca delle Oblate in Florenz und die Bibliothek in Maiolati Spontini sind ebenfalls nach Joyce Lussu benannt.
In Offida in der Region Marken wird seit 2006 alle zwei Jahre der Belletristikpreis Città di Offida – Joyce Lussu vergeben. In Ancona und Fermo sind Straßen nach Joyce Lussu benannt, und in Rom wurde ihr eine Straße im Park der Villa Torlonia gewidmet.

## Werke
Monografien
- Liriche, Ricciardi 1939.
- C'è un paio di scarpette rosse, Poesia 1944 circa.
- Fronti e frontiere, U 1944; Bari, Laterza, 1967; Theoria 2000.
- Tradurre poesia, Milano, Mondadori, 1967; Robin, 1999.
- Le inglesi in Italia, Lerici 1970; Ancona, Il lavoro, 1999.
- Storia del Fermano, con G. Azzurro e G. Colasanti, I, Padova 1971.
- Padre Padrone Padreterno, Mazzotta, 1976.
- L'uomo che voleva nascere donna, Mazzotta, 1978.
- Sherlock Holmes Anarchici e Siluri, Ancora, Il lavoro, 1982 e 1986; Robin, 2000.
- L'olivastro e l'innesto, Cagliari, Della Torre, 1982.
- Il Libro Perogno, Ancona, Il lavoro, 1982.
- Storie, Ancona, Il lavoro, 1987.
- Portrait, L'Asino d'oro edizioni, 2012 [Transeuropa 1988].
- Le comunanze picene, Fermo, Livi, 1989.
- L'idea delle Marche, Ancona, Il lavoro, 1989.
- Il Libro delle Streghe, Transeuropa 1990.
- Alba Rossa Un libro di Joyce ed Emilio Lussu, Transeuropa 1991.
- L'Uovo di Sarnano, Fermo, Livi, 1992.
- Lo smerillone, Fermo, Livi, 1993.
- Itria e le lontre, Fermo, Livi, 1993.
- Sguardi sul domani, Fermo, Livi, 1996.
- L'acqua del 2000, Mazzotta, 1997.
- Il turco in Italia, L'Asino d'oro edizioni, 2013 [Transeuropa 1998].
- Sulla civetteria (con Luana Trapè), Voland 1998.
- Inventario delle cose certe, Fermo, Livi, 1998.
- Padre, Padrone, Padreterno. Breve storia di schiave e matrone, villane e castellane, streghe e mercantesse, proletarie e padrone, a cura di Chiara Cretella, Gwynplaine 2009.
- Il libro delle streghe. Dodici storie di donne straordinarie, maghe, streghe e sibille, a cura di Chiara Cretella, Gwynplaine 2011.
- Weite Wege in die Freiheit - Erinnerungen an die Resistenza herausgegeben von Christa Kofler, Mandelbaum, Wien 2011, ISBN 978385476-951-4.
- L'uomo che voleva nascere donna. Diario femminista a proposito della guerra, a cura di Chiara Cretella, Gwynplaine 2012.
- Un'eretica del nostro tempo. Interventi di Joyce Lussu ai Meeting anticlericali di Fano (1991-1995), a cura di Luigi Balsamini, Gwynplaine 2012.
- Elogio dell'Utopia, (con Luana Trapè), Livi, 2016

Herausgeberschaften
- Donne come te: inchieste di Luciano Della Mea, Roma-Milano, Avanti!, 1957.
- Storia del Fermano: dalle origini all'unità d'Italia, Ancona, Il lavoro, 1982.
- Giacinta Salvadori, Lettere fermane, Ancona, Il lavoro, 1989.
- Margareth Collier, La nostra casa sull'Adriatico: diario di una scrittrice inglese in Italia, 1873-1885, Ancona, Il lavoro, 1981 e 1997, con introduzione di Joyce Lussu.

Übersetzungen
- Nazım Hikmet, In quest'anno 1941, Lerici, 1961.
- Nazım Hikmet, La conga con Fidel, Avanti!, 1961.
- Agostinho Neto, Con gli occhi asciutti, Il Saggiatore, 1963.
- Canti eschimesi, Avanti!, 1963.
- Nazım Hikmet, Poesie d'amore, Mondadori, 1965.
- Tre poeti albanesi, Lerici, 1965.
- Nazım Hikmet, Paesaggi umani, Lerici, 1966, Sansoni 1971.
- Jose Craveirinha, Cantico a un dio di catrame, Lerici, 1966.
- Alexander O'Neill, Portogallo mio rimorso, Torino, Einaudi, 1966.
- Ho Chi Minh, Diario dal carcere, Tindalo, 1967.
- L’idea degli antenati. Poesia del black power, Lerici, 1968, Gwynplaine, 2013.
- Tre poeti d'Albania di oggi, Lerici, 1969.
- La poesia degli albanesi, Eri, 1977.